# Speculum humanae salvationis
Speculum humanae salvationis (slovensko Ogledalo človeškega odrešenja) je ilustrirano delo neznanega avtorja iz poznega srednjega veka.
Delo vsebuje  slikovne cikle, pojasnjene s teološkimi komentarji in svetopisemskimi besedili, ki naj bi na podlagi Svetega pisma bralcu razložili in približali zgodovino in pomen odrešenja. Delo vsebuje prizore iz Stare in Nove zaveze, posvetne zgodovine in legend. Nastalo je okoli leta 1324 v Strasbourgu. Avtor je bil verjetno dominikanec Ludolf Saški. Vsebuje 45 poglavij s 192 miniaturami. Vsako zgodbo iz Nove zaveze, témo posameznega poglavja, razlaga z dvema zgodbama iz Stare zaveze in eno posvetno zgodovinsko ali legendo. V prvi polovici 15. stoletja je bila prevedena tudi v nemščino in francoščino.
Najzgodnejša tiskana različica v obliki blok knjige je iz Augsburga. Izšla je okoli leta 1473. Tiskana različica je v bistvu podobna že prej objavljeni Biblii pauperum. Ohranjenih je okrog 350 rokopisov Speculum in štirje različni ksilografski 58-listni rokopisi, tiskani v rjavi barvi. Besedilo je tiskano v črni barvi. Ena od latinskih izdaj vsebuje 20 listov z ročno narisanimi ilustracijami skupaj z besedilom. Vsi listi so natisnjeni z lesenimi kockami, iz česar se domneva, da gre za primer prehoda iz ksilografske (blokovne) tehnike v tipografsko tehniko. 
Speculum humanae salvationis je pomemben vir ikonografskega gradiva za poznosrednjeveško umetnost. Prizore, ki jih vsebuje Speculum, se najde na primer v cerkvenih vitrajih, cerkvenih rezbarijah (Bladelinov oltar Rogierja van der Weydena), freskah (samostan v Brixnu), tapiseriji v samostanu Wienhausen in tapiserijah stolnice v Reimsu. Speculum humanae salvationis se je v drugi polovici 15. stoletja razširil predvsem v severni Nemčiji in na Nizozemskem.